# 草原苜蓿
草原苜蓿（学名：Medicago falcata var. romanica）为豆科苜蓿属下的一个变种。

## 扩展阅读
- 維基物種上的相關：草原苜蓿